# Quần đảo Gilbert và Ellice
Quần đảo Gilbert và Ellice đã từng là nước bị bảo hộ của Anh từ năm 1892 và là thuộc địa từ năm 1916 cho đến ngày 1 tháng 1 năm 1976 khi quần đảo bị chia thành hai thuộc địa khác nhau rồi trở nên độc lập một thời gian sau. Quần đảo Gilbert trở thành phần quan trọng của quốc gia Kiribati từ năm 1979, và Quần đảo Ellice trở thành Tuvalu từ năm 1978.
Vùng bảo hộ được thành lập trong khu vực (nhưng không phải trên những đảo này) theo Đạo luật Bảo hộ Quần đảo Thái Bình Dương vào năm 1857, và sau đó vào năm 1877 là cho Các lãnh thổ Tây Thái Bình Dương, nhưng vùng bảo hộ trên nhóm Gilbert và nhóm Ellice trở nên chính thức có hiệu lực chỉ từ năm 1892, và một Cao ủy được chỉ định vào năm 1893. Quần đảo trở thành Thuộc địa Hoàng gia vào ngày 12 tháng 1 năm 1916. Thủ phủ của thuộc địa nằm chính ở Đảo Banana (Đảo Đại Dương) và sau Chiến tranh thế giới thứ hai là trên Tarawa, đầu tiên ở tiểu đảo Betio sau đó là gần Bairiki.
Mười sáu đảo của Gilberts, tuyên bố là xứ bảo hộ bởi Thuyền trưởng Davis, R. N. của HMS Royalist giữa ngày 27 tháng 5 và 17 tháng 6 năm 1892, được khám phá gián đoạn từ có lẽ khoảng năm 1537 đến năm 1862. Quần đảo Ellice được tuyên bố nước bị bảo hộ bởi Thuyền trưởng Gibson, R. N. của HMS Curacao giữa ngày 9 và ngày 16 tháng 10 trong cùng năm; Banada (hay Đảo Đại Dương) cũng nằm trong phần bị bảo hộ vào năm 1900 và sau đó trong thuộc địa vào năm 1916. Trong cùng năm đó, Đảo Fanning và Đảo Washington bị gộp vào cùng với quần đảo Tokelau hay Quần đảo Liên hiệp; Đảo Christmas được đưa vào năm 1919 nhưng bị Mỹ phản đối. Tokelau tách ra vào năm 1925 (nhưng không chính thức cho đến sau Thế chiến 2); Quần đảo Pheonix được thêm vào năm 1937 và năm đảo thuộc Quần đảo Dải Trung và Nam được thêm vào năm 1972.
Vào năm 1974, sự khác nhau về chủng tộc trong thuộc địa đã khiến cho người Polynesia của quần đảo Ellice bỏ phiếu đòi tách khỏi những người Micronesia của quần đảo Gilbert (sau đó thành Kiribati). Năm sau đó, quần đảo Ellice trở thành thuộc địa Tuvalu tách biệt của Anh.

## Tên gọi
Quần đảo được đặt tên là Quần đảo Gilbert vào năm 1820 do một đô đốc người Nga, Adam von Krusenstern, và thuyền trưởng người Pháp Louis Duperrey, theo tên thuyền trưởng người Anh, Thomas Gilbert, người đã đi qua quần đảo vào năm 1788.
Quần đảo Ellice được đặt theo tên của Edward Ellice, một nhà chính trị và thương gia người Anh, bởi thuyền trưởng Arent de Peyster, người đã nhìn thấy quần đảo vào năm 1819 khi đi trên chiếc thuyền Rebecca. Ellice sở hữu hàng hóa trên tàu.

## Tem bưu chính

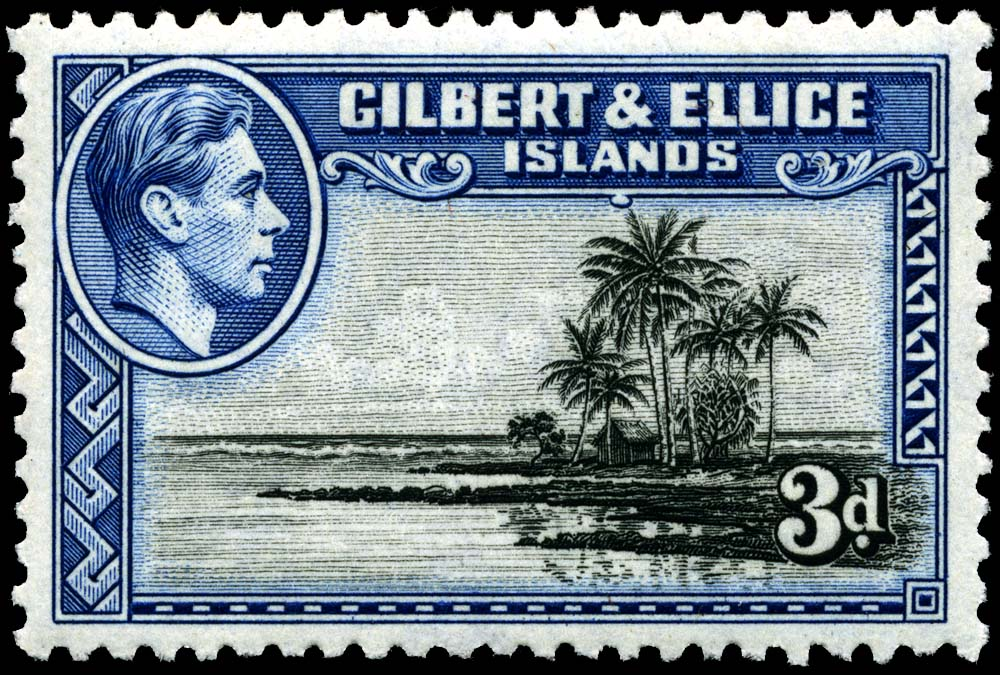
Tem trị giá 3-pence có cảnh đảo, 1939

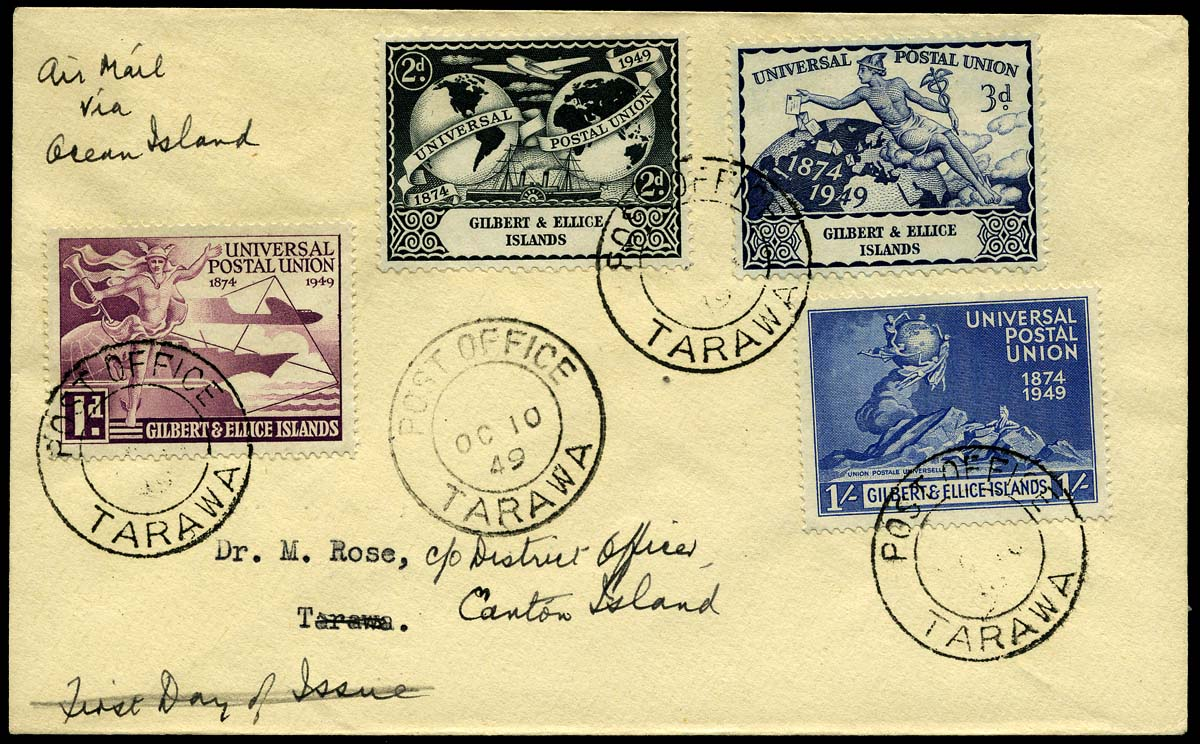
Một phong bì đóng dấu ngày đầu tiên phát hành có dán bốn con tem UPU vào năm 1949.

Thường thì dịch vụ thư tín là sắp đặt trước, tùy thuộc vào con tàu nào đang gọi tại các đảo khác nhau. Một dịch vụ bình thường bắt đầu vào năm 1911; Tem bưu chính Edward VII của Fiji bị in quá GILBERT & ELLICE / PROTECTORATE và bán vào ngày 1 tháng 1 trong năm đó, cùng với một bộ bốn con tem vào tháng 3 có vẽ hình cây Pandanus, mô tả GILBERT & ELLICE ISLANDS / PROTECTORATE.
Sau đó là vào năm 1912 với con tem của George V loại thường, có chữ GILBERT & ELLICE ISLANDS. Một bộ cuối cùng phát hành bắt đầu vào ngày 14 tháng 1 năm 1939, có hình phong cảnh địa phương và tiểu sử của George VI. Chúng được cập nhật vào năm 1956 với tiểu sử của Elizabeth II.
Một bộ 4 tem vào ngày 1 tháng 5 năm 1960 để tưởng nhớ kỷ niệm 60 năm ngày khám phá ra phosphate tại Đảo Đại Dương. Bộ tem cuối cùng của năm 1965 mô tả sinh hoạt hàng ngày của cư dân địa phương, nhưng sự chuyển đổi tiền tệ thập phân đòi hỏi in thêm và năm 1966 và phát hành lại con tem vào năm 1968. Thuộc địa phát hành khoảng 10-15 con tem mỗi n ăm sau đó, thường theo loạt bốn tem, cho đến cuối năm 1975.